# Ґлушинек
Ґлушинек (пол. Głuszynek) — село в Польщі, у гміні Топулька Радзейовського повіту Куявсько-Поморського воєводства.
Населення — 130 осіб (2011).
У 1975-1998 роках село належало до Влоцлавського воєводства.

## Демографія
Демографічна структура станом на 31 березня 2011 року:
|          | Загалом | Допрацездатний вік | Працездатний вік | Постпрацездатний вік |
| -------- | ------- | ------------------ | ---------------- | -------------------- |
| Чоловіки | 59      | 8                  | 41               | 10                   |
| Жінки    | 71      | 9                  | 48               | 14                   |
| Разом    | 130     | 17                 | 89               | 24                   |